# Госпрозрахунок
Госпрозраху́нок (скорочення від господа́рський розраху́нок).
1) Метод господарювання, основними принципами якого є поєднання централізованого планового керівництва виробничими об'єднаннями і підприємствами з боку держави з їхньою певною господарською самостійністю; самоокупність та рентабельність; матеріальна зацікавленість підприємств і об'єднань та їхніх працівників у результатах праці і матеріальна відповідальність за ці результати.
2) Система економічних відносин, за якої підприємства одержують певну самостійність, відшкодовують витрати на виробництво продукції своїми доходами, розпоряджаються прибутком, матеріально стимулюють якісну працю робітників; поєднує централізоване керівництво з певною господарською самостійністю підприємств.
3) Система економічних відносин, за якої підприємства об'єднуються в одне ціле і отримують певну самостійність.

## Історія
Загалом питання про запровадження госпрозрахунку виникало, коли ставала очевидною менша ефективність і продуктивність державних підприємств у порівнянні з виробництвом на засадах приватної ініціативи.
Теоретичні основи господарського розрахунку були закладені В. І. Леніном, який писав: «перевід держпідприємств на так званий господарський розрахунок неминуче і нерозривно пов'язаний з новою економічною політикою, і в найближчому майбутньому неминуче цей тип стане переважаючим, якщо не винятковим» (Повне зібрання творів, 5 вид., т. 44, с. 342—43).
Подальший розвиток господарський розрахунок у СРСР отримав у документах КПРС і Радянського уряду, в роботах економістів СРСР.
Інтерес до госпрозрахунку виникав під час господарської реформи 1965 року і в роки перебудови.
У соціалістичних країнах ідея госпрозрахунку також набула значного поширення.